# Аламется, Алвиина
Алвиина Аламется (фин. Alviina Alametsä, род. 29 сентября 1992, Тампере, Хяме) — финский политический деятель. Член партии «Зелёный союз». Депутат эдускунты (парламента Финляндии) с 16 июля 2024 года. В прошлом — депутат Европейского парламента (2020—2024), член фракции «Зелёные — Европейский свободный альянс». Депутат городского совета Хельсинки с 2017 года.

## Биография
Родилась 29 сентября 1992 года в Тампере. 
Выросла в Тампере, Хюрюнсалми и Йокела. Училась в 9 классе, когда произошло массовое убийство в Йокела. В 2014 году была консультантом на съёмках документального фильма Pekka – Inside the Mind of a School Shooter нидерландского режиссёра Александера Уй.
В 2011 году окончила школу в Йокела. В 2011—2014 годах изучала политологию в Хельсинкском университете, получила степень бакалавра политических наук по специальности «мировая политика». Занималась вопросами студенческой политики в правлении Студенческого союза Хельсинкского университета (2015), коллегии Хельсинкского университета (2014–2016) и Союзе студенческих обществ Финляндии (2016).
Работала в некоммерческой организации Crisis Management Initiative (CMI). В 2018—2020 годах работала менеджером по проектам в организации «Миелентервеюспооли» (Mielenterveyspooli). Одна из основателей гражданской инициативы по защите психического здоровья Terapiatakuu («Гарантия на терапию») 2019 года.
По итогам муниципальных выборов 2012 года набрала 206 голосов и не избрана депутатом городского совета Хельсинки. По итогам муниципальных выборов 2017 года набрала 1621 голосов и избрана депутатом городского совета Хельсинки. Инициатор основания в Хельсинки открытых клиник «Миеппи» (Mieppi), в которых оказывают психологическую помощь.
Была кандидатом на парламентских выборах 2015 года, набрала 1273 голоса и не был избрана депутатом эдускунты. В 2017–2018 годах работала помощником депутата эдускунты Пекки Хаависто. Была кандидатом на парламентских выборах 2019 года в избирательном округе Хельсинки, набрала 4035 голоса и не был избрана депутатом эдускунты.
По итогам выборов в Европейский парламент 2019 года набрала 13 687 голосов и заняла третье место по популярности среди кандидатов партии. В результате выхода Великобритании из Европейского союза заняла дополнительное место Финляндии в Европейском парламенте, где является членом комитета по международным делам. Один из председателей Коалиции по охране психического здоровья Европейского регионального бюро (ЕРБ ВОЗ).
Не баллотировалась на выборах в Европейский парламент 9 июня 2024 года.
16 июля заменила в эдускунте Марию Охисало, избранную депутатом Европейского парламента. Представляет избирательный округ Хельсинки.

## Личная жизнь
Живёт в Хельсинки в районе Вуосаари.
29 июля 2023 года вышла замуж за однопартийца, заместителя председателя городского совета Тампере и члена регионального совета Пирканмаа Яакко Мустакаллио (род. 1987). Пара встречалась с 2019 года, осенью 2021 года обручились. У пары дочь (род. 24 июня 2025).